# Martin Wihoda

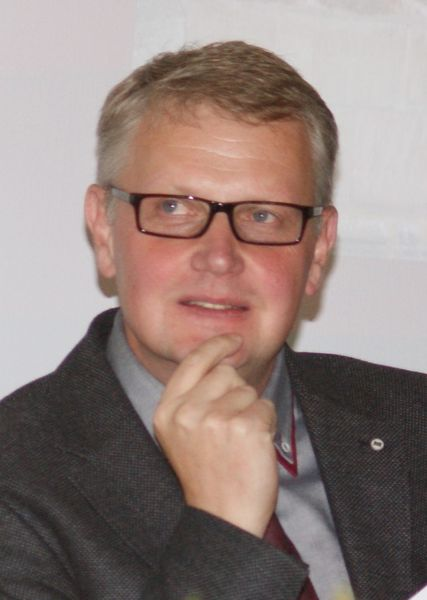
Martin Wihoda, aufgenommen 2015 von Werner Maleczek auf einer Reichenautagung des Konstanzer Arbeitskreises für mittelalterliche Geschichte.

Martin Wihoda (* 14. Februar 1967 in Opava, Tschechoslowakei) ist ein tschechischer Historiker. Er ist  Professor für Geschichte des Mittelalters an der Masaryk-Universität in Brünn. Seine Arbeiten lieferten der Mediävistik zu den verfassungshistorischen Grundlagen Böhmens und Mährens unter den Přemysliden neue Impulse. 

## Leben und Werk
Martin Wihoda besuchte das Gymnasium in Opava. Er studierte an den Universitäten Brünn, Würzburg und Marburg. Ab 1990 arbeitete er als Assistent und Dozent. Er wurde 1999 promoviert. Seine 2004 in Brünn vorgelegte Habilitation erschien 2005 in tschechischer Sprache über die Sizilianischen Goldenen Bullen von 1212. Seit April 2010 lehrt er als Professor für Geschichte des Mittelalters an der Masaryk-Universität. Er ist seit 2019 korrespondierendes Mitglied der Zentraldirektion der Monumenta Germaniae Historica. 
Wihoda befasst sich mit den Wandlungen Mittelosteuropas im Früh- und Hochmittelalter. Sein Schwerpunkt liegt auf der Europäisierung der am östlichen Rand des Römisch-deutschen Reiches angesiedelten mittelalterlichen gentes. Er ist mit verschiedenen Studien zu Mähren im 11. und 12. Jahrhundert hervorgetreten. Über Mährens Geschichte veröffentlichte er 2010 eine Darstellung, die sich von 906 bis 1197 erstreckt. Er legte damit die erste moderne Geschichte Mährens vor. Über den 1222 verstorbenen mährischen Markgrafen Vladislav Heinrich veröffentlichte er 2007 eine Biografie, die 2015 überarbeitet und erweitert in englischer Sprache erschienen ist. Es handelt sich wegen der schmalen Quellengrundlage zu diesem Markgrafen weniger um eine Biografie im klassischen Sinne, sondern Wihoda zeichnet den umfassenden Wandel Mährens zu Lebzeiten des Protagonisten detailliert nach. Er veröffentlichte 2015 eine Darstellung über die ersten böhmischen Königreiche.
Seine Darstellung über die Sizilischen Goldenen Bullen von 1212 erschien 2012 in deutscher Sprache. Die Urkunden hatten in der Nachwelt hohe Bedeutung für das tschechische Nationalbewusstsein und der tschechischen Staatlichkeit. Wihoda versuchte die Urkunden zu entmythologisieren. Er lieferte jedoch keine diplomatische Analyse in seiner Untersuchung, sondern schilderte ausführlich die Beziehungen der böhmischen Herrscher zum Reich von den Ottonen bis in die Zeit Karls IV. Nach seinem Ergebnis waren die Urkunden weder unmittelbar nach ihrer Ausstellung (etwa 1216 bei der Bestätigung der Wahl des Königssohnes Wenzel zum böhmischen König durch Friedrich II.) noch unter Karl IV. ausschlaggebend für das politische Wirken der böhmischen Herrscher. Dass die Urkunden zum „unzweifelhaften Denkmal der böhmischen Staatlichkeit“ werden konnten, schreibt er vor allem den Schulbüchern der letzten 100 Jahre zu. Er stellt fest, „daß die sizilische goldene Bulle auf dem Altar nationaler Auseinandersetzungen geopfert wurde, in denen der Sinn der Ereignisse von 1212 verloren ging“.
Mit Knut Görich veranstaltete er im Oktober 2015 eine Tagung am Institut für Geschichte der Philosophischen Fakultät der Masaryk-Universität in Brünn zu der Frage, wie Kaiser Friedrich I. Barbarossa von der Nationalgeschichtsschreibung des 19. und 20. Jahrhunderts in Mittel- und Osteuropa wahrgenommen wurde. Die Ergebnisse der Vorträge von Historikern aus Deutschland, Polen und Tschechien wurden 2017 in einem Sammelband herausgegeben. Auf einer in Brünn veranstalteten Tagung wurden 2017 die Konsequenzen der politischen Beziehungen zwischen Friedrich Barbarossa und den weltlichen und geistlichen Eliten Mittelosteuropas für die politische Gestalt Ostmitteleuropas im 12. Jahrhundert hinterfragt. Die Tagungsergebnisse von deutschen, polnischen, tschechischen und ungarischen Historikern wurden 2019 von Görich und Wihoda in einem Sammelband veröffentlicht. Wihoda hat sich in diesem Zusammenhang mit den Bischöfen von Prag befasst und die große Bedeutung einzelner Persönlichkeiten bei der Herstellung politischer Kontakte betont. Er kam zum Ergebnis, dass die Bischöfe jeweils dann an den Hof Friedrich Barbarossas von den böhmischen Herzögen entsandt worden, wenn sie sich nicht selbst in die Reichspolitik einschalten wollten oder konnten.
Er arbeitet mit Anna Kernbach an einer Edition der Chronik des Gerlach von Mühlhausen mit Vinzenz von Prag und dem sogenannten Ansbert.

## Schriften
Monographien
- Zlatá bula sicilská. Podivuhodný příběh ve vrstvách paměti (= Edice Historické myšlení. Bd. 26). Argo, Prag 2005, ISBN 80-7203-682-3.
  - Die Sizilischen Goldenen Bullen von 1212: Kaiser Friedrichs II. Privilegien für die Přemysliden im Erinnerungsdiskurs (= Forschungen zur Kaiser- und Papstgeschichte des Mittelalters. Bd. 33). Böhlau, Wien u. a. 2012, ISBN 978-3-205-78838-6.
- Vladislav Jindřich (= Knižnice Matice Moravské. Bd. 21). Matice Moravská, Brünn 2007, ISBN 978-80-86488-00-4.
  - Vladislaus Henry: The Formation of Moravian Identity (= East Central and Eastern Europe in the Middle Ages 450–1450. Bd. 33). Übersetzt von Kateřina Millerová. Brill, Leiden u. a. 2015, ISBN 978-90-04-25049-9.
- Morava v době knížecí 906–1197 (= Česká historie. Bd. 21). Nakl. Lidové Noviny, Prag 2010, ISBN 978-80-7106-563-0.
- První česká království (= Edice Česká historie. Bd. 32). Nakladatelství Lidové noviny. Prag 2015, ISBN 978-80-7422-278-8.

Herausgeberschaften
- mit Knut Görich: Friedrich Barbarossa in den Nationalgeschichten Deutschlands und Ostmitteleuropas (19.–20 Jh.). Böhlau, Köln 2017, ISBN 3-412-50454-8.
- mit Knut Görich: Verwandtschaft – Freundschaft – Feindschaft. Politische Bindungen zwischen dem Reich und Ostmitteleuropa in der Zeit Friedrich Barbarossas. Böhlau, Köln u. a. 2019, ISBN 978-3-412-51207-1.
- mit Knut Görich: Herrschen und (Nicht-) Entscheiden. Politisches Handeln im Reich und Ostmitteleuropa des 12. Jahrhunderts. Böhlau, Köln 2024, ISBN 978-3-412-53004-4.